# Фришко, Светлана Валентиновна
Светлана Валентиновна Фришко (укр. Світла́на Валенти́нівна Фрішко; род. 15 марта 1976, Одесса) — советская и украинская футболистка, мастер спорта Украиныuk.

## Биография
В 1988 году начала заниматься в одесском ЖФК «Приморочка», переименованном позднее в «Черноморочку».
Первый матч за сборную Украины сыграла в 1993 году. В 2009 году в составе национальной команды принимала участие в чемпионате Европы, куда украинки пробились впервые в истории.
В 1999 году окончила Национальный университет физического воспитания и спорта Украины по специальности тренера-преподавателя.
Награждена орденом «За заслуги перед українським футболом». Официально признана лучшей футболисткой Украины XX столетия.
С 2014 года работает тренером в ДЮФК «Атлетик» (Одесса).

## Достижения
- Чемпион Украины (8)
- Обладатель Кубка Украины (8)